# Apple R1
Apple R1 — чип из серии Apple silicon от корпорации Apple Inc. для гарнитуры смешанной реальности (дополненной и виртуальной реальности) Apple Vision Pro.
Чип Apple R1 используется для предварительной обработки данных в режиме реального времени поступающих с 12 камер, 5 сенсоров, а также 6 микрофонов, встроенных в гарнитуру смешанной реальности Apple Vision Pro.